# Cumorah

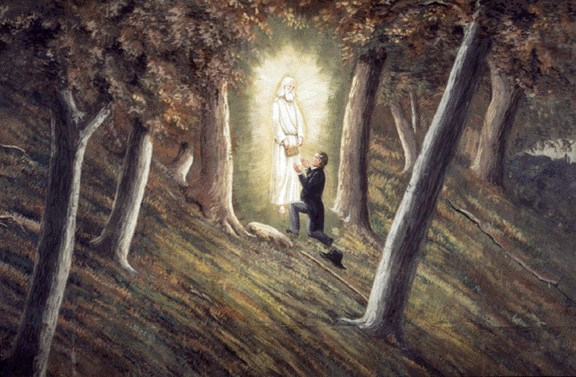
Joseph Smith erhält die goldenen Platten vom Engel Moroni

Als Cumorah wird ein kleiner Hügel bei Palmyra (Wayne County) im westlichen Teil des Staates New York, Vereinigte Staaten von Amerika, bezeichnet. Dieser Name wurde dem Hügel von Mitgliedern der Kirche Jesu Christi der Heiligen der Letzten Tage nach einem im Buch Mormon erwähnten Ort gegeben.
Nach dem Glauben der Mormonen verbarg der Prophet Moroni die Goldplatten mit den Aufzeichnungen der Völker der Nephiten und Jarediten in einem Hügel. Die Mormonen glauben, 1827 sei Joseph Smith vom auferstandenen Moroni zu diesem Hügel geführt worden, um diese Platten zu entnehmen und einen Teil davon ins Englische zu übersetzen. Diese Übersetzung ist das Buch Mormon. Im historischen Kontext des Buches Mormon wird der Name des Hügels, in dem Moroni ca. 420 nach Christus die Goldplatten verbarg, nicht erwähnt.
Im Buch Mormon wird ein „Hügel Cumorah“ in einem Land mit vielen Wassern beschrieben und als der Aufbewahrungsort weiterer Aufzeichnungen der oben genannten Völker erwähnt. Weiters wird berichtet, dass fast alle Nephiten in der Gegend um Cumorah, in einer gewaltigen Schlacht umgekommen sind.

An dem Hügel wurde ein Besucherzentrum und eine Gedenkstätte von der Kirche Jesu Christi der Heiligen der Letzten Tage eingerichtet.

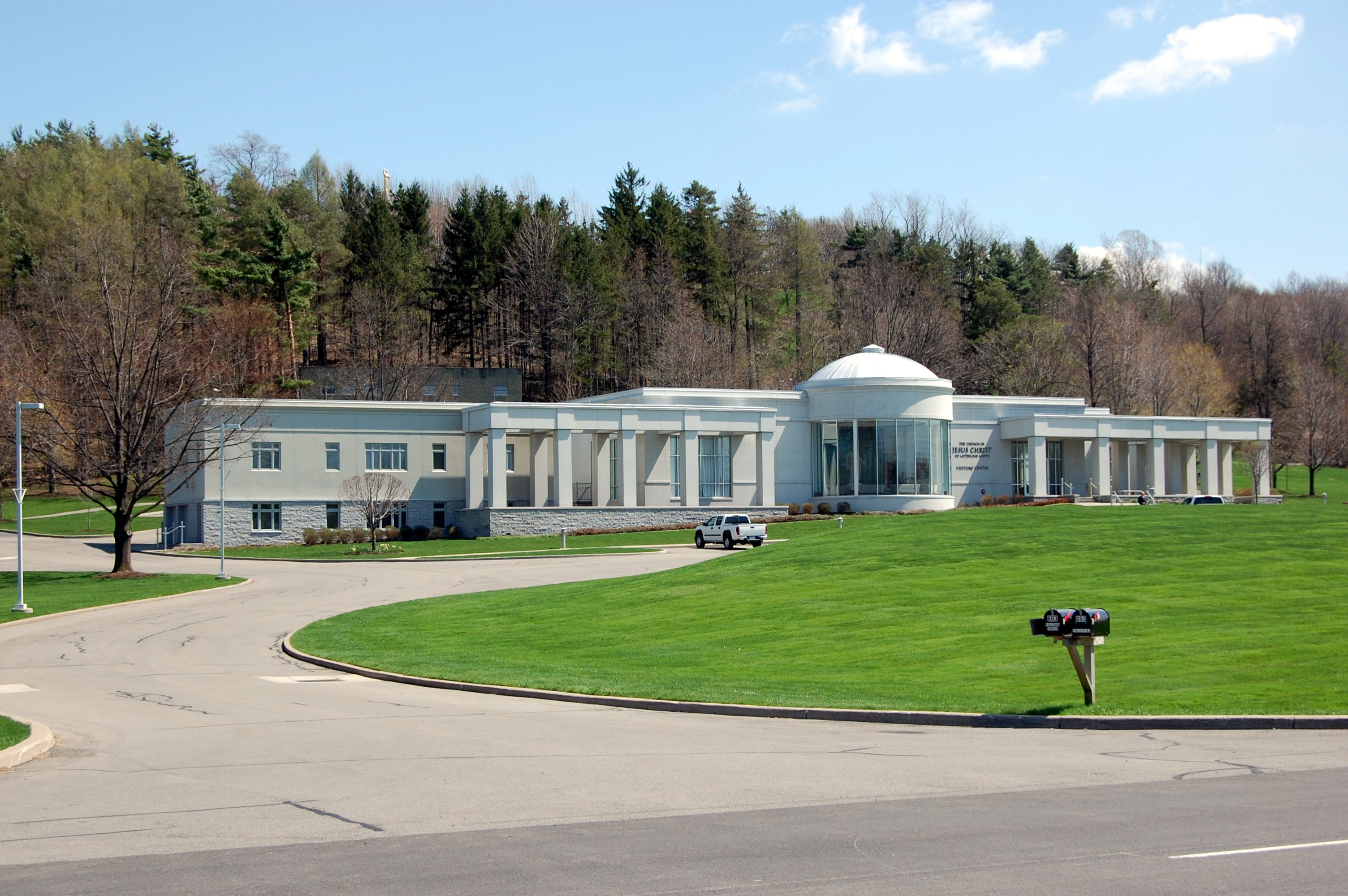
Das Besucherzentrum der Kirche Jesu Christi der Heiligen der Letzten Tage am Hügel Cumorah (New York)

Bis 2020 fanden hier nahezu jährlich die Hügel-Cumorah-Festspiele statt.
Aufgrund der Angaben Smiths, er habe die Platten von diesem Hügel erhalten, nahmen die Mitglieder der Kirche Jesu Christi der Heiligen der Letzten Tage zeitweilig an, dass es sich bei diesem Ort im Bundesstaat New York um den im Buch Mormon erwähnten Hügel Cumorah handele. Aussagen im Buch Mormon selbst und das Fehlen archäologischer Beweise für eine große antike Schlacht haben diese Theorie widerlegt.
Weitere Versuche, den im Buch Mormon erwähnten Hügel Cumorah zu lokalisieren, führen nach Mittelamerika. Diese Theorie benennt den Hügel el Cerro Vigía (Sierra de los Tuxtlas) bei Veracruz, die Region Kaminaljuyú (nahe Guatemala-Stadt) und Teotihuacan (nahe Mexiko-Stadt).
Koordinaten: 43° 2′ 20,3″ N, 77° 14′ 17,9″ W